# Лі Че Чін
Лі Че Чін  (кор. 이재진, 26 січня 1983) — південнокорейський бадмінтоніст, олімпійський медаліст.

## Виступи на Олімпіадах
| Олімпіада  | Дисципліна    | Місце |
| ---------- | ------------- | ----- |
| Пекін 2008 | парний розряд | 3     |